# Gunhild Oberzaucher-Schüller
Gunhild Oberzaucher-Schüller (* 27. September 1942 in Wien) ist eine österreichische Theater- und Tanzwissenschaftlerin.
Gunhild Schüller besuchte das Realgymnasium (Abschluss mit der Matura). 1964 bis 1975 absolvierte sie ein Studium in folgenden Disziplinen: Theaterwissenschaft, Kunstgeschichte, Russisch und Russische Geschichte an der Universität Wien. Ab 1971 hielt sie sich zu Studienaufhalten in London und Paris auf. 1975 wurde sie mit einer Arbeit über Bronislawa Nijinska promoviert. Von 1975 bis 1984 nahm sie einen Lehrauftrag für Tanzgeschichte am Institut für Theaterwissenschaft der Universität Wien wahr. Zugleich übernahm sie von 1976 bis 1982 ballettdramaturgische Tätigkeiten für die Wiener Staatsoper. Von 1980 bis 1983 unterrichtete sie Tanzgeschichte an der Ballettschule der Österreichischen Bundestheater. Von 1982 bis 2002 wirkte Oberzaucher-Schüller als Wissenschaftliche Angestellte am Forschungsinstitut für Musiktheater der Universität Bayreuth. Zugleich war sie seit 1986 und bis 2002 als Lehrende für Tanzgeschichte am Konservatorium Wien tätig. Danach war sie an der Universität Salzburg und leitete dort seit 2003 die Derra de Moroda Dance Archives.
Gunhild Schüller ist seit 1985 mit dem Ballettdramaturgen Alfred Oberzaucher verheiratet.

## Veröffentlichungen (Auswahl)
- Gunhild Oberzaucher-Schüller, Alfred Oberzaucher, Thomas Steiert: Ausdruckstanz: eine mitteleuropäische Bewegung der ersten Hälfte des 20. Jahrhunderts. Wilhelmshaven Florian Noetzel, 1992.
- Gunhild Oberzaucher-Schüller: Bühnentanz-Reflexionen zu Volkstanz-Phänomenen. Wiener Tanzgeschichten, 11. März 2017. Onlinemagazin "tanz.at"